# Anthon (Iowa)
Anthon es una ciudad situada en el condado de Woodbury, Iowa, Estados Unidos. Según el censo de 2020, tiene una población de 545 habitantes.

## Demografía

### Censo de 2020
Según el censo de 2020, hay 545 habitantes, 252 hogares y 150 familias en la localidad. La densidad de población es de 297.81 hab./km². Hay 280 viviendas con una densidad de 153/km². El 94.68% de los habitantes son blancos, el 0.55% son afroamericanos, el 0.73% son amerindios, el 0.18% es asiático, el 0.18% es isleño del Pacífico, el 1.28% son de otras razas y el 2.39% son de una mezcla de razas. Del total de la población, el 3.49% son hispanos o latinos de cualquier raza.

### Censo de 2000
Según el censo de 2000, había 649 habitantes, 291 hogares y 176 familias en la localidad. La densidad de población era de 351,22 hab./km². Había 310 viviendas con una densidad media de 168,6 viviendas/km². El 99,38% de los habitantes eran blancos, el 0,31% de otras razas y el 0,31% pertenecía a dos o más razas. El 1,69% de la población eran hispanos o latinos de cualquier raza.
Según el censo, de los 291 hogares, en el 25,8% había menores de 18 años, el 49,1% pertenecía a parejas casadas, el 7,2% tenía a una mujer como cabeza de familia, y el 39,5% no eran familias. El 37,1% de los hogares estaba compuesto por un único individuo, y el 24,1% pertenecía a alguien mayor de 65 años viviendo solo. El tamaño promedio de los hogares era de 2,23 personas, y el de las familias de 2,95.
La población estaba distribuida en un 24,8% de habitantes menores de 18 años, un 5,9% entre 18 y 24 años, un 22,5% de 25 a 44, un 20,5% de 45 a 64, y un 26,3% de 65 años o mayores. La media de edad era 42 años. Por cada 100 mujeres había 82,8 hombres. Por cada 100 mujeres de 18 años o más, había 81,4 hombres.
Los ingresos medios por hogar en la localidad eran de 26.364 dólares ($), y los ingresos medios por familia eran de $36.667. Los hombres tenían unos ingresos medios de $29.063 frente a $19.853 para las mujeres. Los ingresos per cápita para la ciudad eran de $19.228. El 6,9% de la población y el 4,8% de las familias estaban por debajo del umbral de pobreza. El 2,7% de los menores de 18 años y el 9,4% de los habitantes de 65 años o más vivían por debajo del umbral de pobreza.

## Geografía
Según la Oficina del Censo de los Estados Unidos, la localidad tiene un área total de 1,83 km², correspondientes en su totalidad a tierra firme.